# Oratorio di Santa Maria dei Cerchi
L'oratorio di Santa Maria dei Cerchi era un piccolo edificio di culto di Roma situato in Via dei Cerchi, nel rione Campitelli, subito a nord del Circo Massimo. Era dedicato alla Vergine Maria e il nome viene dalla "Madonna dei Cerchi", una immagine miracolosa venerata nella chiesa; il termine "Cerchi" è una deformazione di "circus". È probabile che fosse situata nel medesimo luogo dove c'era la chiesa medievale di Santa Maria de Manu.

## Storia

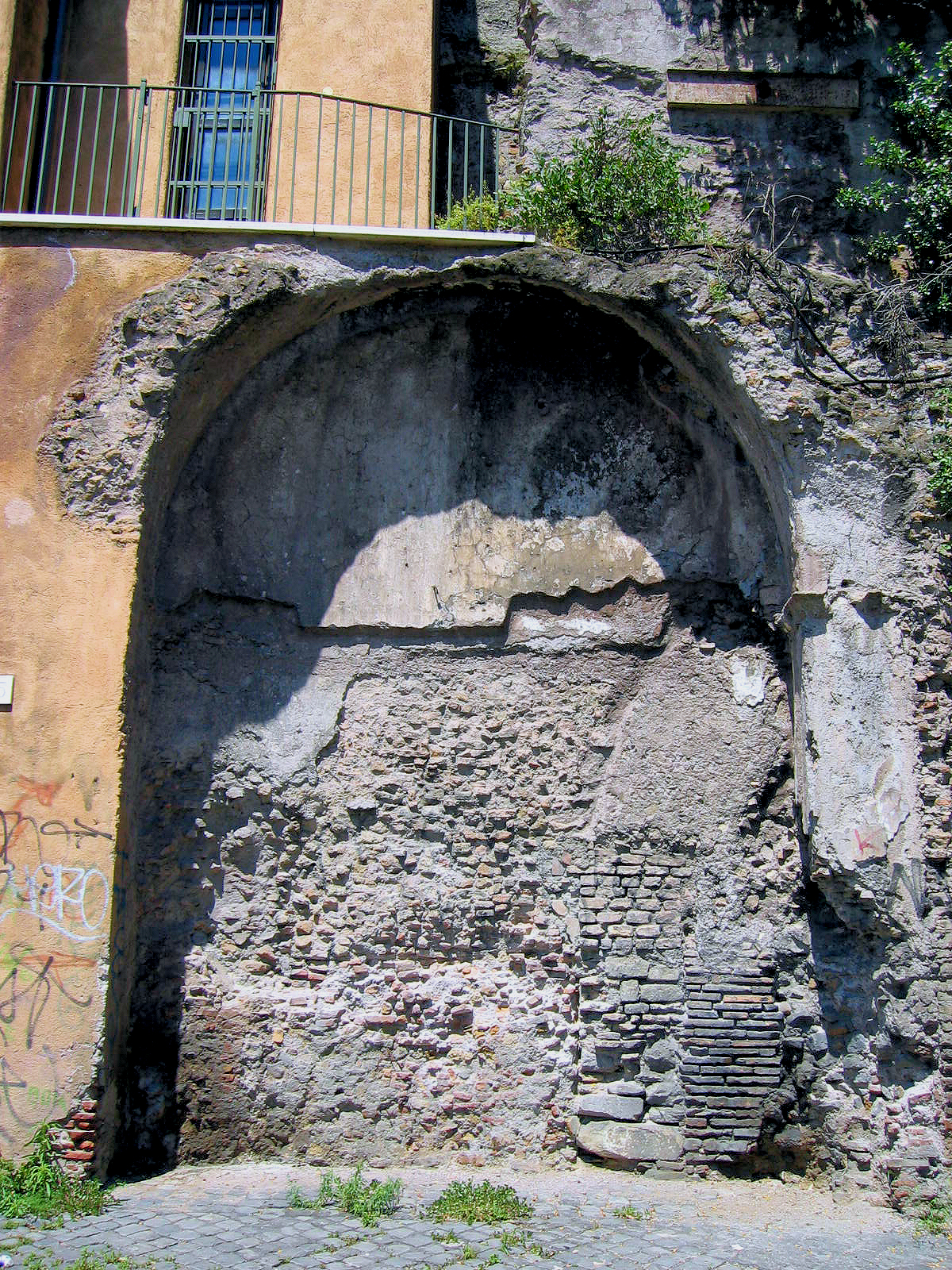
Abside dell'antica chiesa in Via dei Cerchi.

Secondo l'archeologo tedesco Christian Hülsen l'oratorio stato costruito nello stesso sito della chiesa medievale Santa Maria de Manu, probabilmente demolita dopo il 1527, ma questa ipotesi non è stata dimostrata definitivamente a causa della mancanza di evidenze storiche. Secondo Claudio Rendina erano due chiese distinte.
Questa chiesa fu costruita dopo un miracolo associato a un'immagine della Madonna che si trovava su una parete nel secolo XVII, una delle molte Madonne nelle vie di Roma. La leggenda narra che alcuni ebrei si stavano comportando male sul ciglio della strada quando uno di loro colpì l'immagine, che iniziò a sanguinare.
La famiglia Cenci finanziò quindi la costruzione di un santuario per ospitare l'icona, santuario che alcune fonti descrivono come una semplice cappella, il che indica che non vi era un sacerdote fisso.
Nel XVIII secolo, la chiesa era una meta frequentata per brevi passeggiate devozionali all'interno della città stessa.
Una biografia di Giovanni Battista de' Rossi accenna la sua venerazione all'icona e dice che era solito incoraggiare i fedeli ad andare alla "Madonna dei Cerchi". Nel 1831 fu costruita una piccola gabbia, il che lascia pensare che le messe cominciassero a essere celebrate sul posto regolarmente. C'era un piccolo cortile a destra della chiesa, ma fu sostituito da un edificio annesso e sopra di esso fu costruito il timpano con un semplice arco che ospitava la campana e un frontone in alto.
Diego Angeli descrive la chiesa come abbandonata dopo la presa di Roma (1870), ma è possibile che si riferisse solo al fatto che le messe smisero di essere celebrate sul posto.
Nel 1880 fu fondata una confraternita per onorare l'icona, chiamata "Confraternita della Madonna dei Cerchi e di Gesù Nazareno", i cui membri ottennero il permesso dai nobili proprietari della chiesa, i marchesi Sampieri, di trasferire l'immagine alla chiesa di Santa Maria in Vincis, presumibilmente perché la chiesa originale era troppo piccola per loro o perché era in cattivo stato di manutenzione. In ogni caso il trasferimento segnò la fine della chiesetta, in quanto priva di funzione. Ignorata nel 1885, fu trasformata in bottega di fabbro ferraio, che ferrava i cavalli.
Dopo di che, la storia è incerta e non si sa esattamente quando l'edificio sia stato demolito. Secondo una delle fonti, era alla fine del XIX secolo, ma Angeli nel 1903 afferma che l'edificio era ancora presente anche se adibita ad altre funzioni.
Apparentemente, l'edificio fu demolito nel 1939 quando il governo fascista allargò le strade su entrambi i lati del Circo Massimo, piantò alberi e demolì quasi tutti gli edifici che circondavano i piedi del Palatino. L'abside della chiesa è ancora in loco, a "Via dei Cerchi".

## Descrizione
La chiesa era minuscola, con una semplice pianta rettangolare e una sommità ricurva molto bassa scavata nella roccia stessa del Palatino, probabilmente dove originariamente si trovava l'immagine della "Madonna dei Cerchi" ancor prima che l'edificio fosse costruito.
La facciata, anch'essa molto semplice, aveva una finestra verticale ellittica nello stile oeil-de-boeuf sotto un frontone triangolare. Su entrambi i lati del portale principale c'era una finestra ellittica orizzontale. Diego Angeli scrisse, nel 1903, che i resti degli antichi affreschi erano ancora visibili nell'edificio sconsacrato.
L'abside superstite contiene mattoni considerati medievali, che possono essere di spoglio o possono essere la prova che l'antica chiesa di "Santa Maria de Manu" si trovava sul sito.